# 2034
- Wikisource

| Calendário gregoriano                                                        | 2034 MMXXXIV                         |
| Ab urbe condita                                                              | 2787                                 |
| Calendário arménio                                                           | 1484 – 1485                          |
| Calendário bahá'í                                                            | 190 – 191                            |
| Calendário budista                                                           | 2578                                 |
| Calendário chinês                                                            | 4730 – 4731 Início a 19 de fevereiro |
| Calendário copta                                                             | 1750 – 1751                          |
| Calendário etíope                                                            | 2026 – 2027                          |
| Calendários hindus - Vikram Samvat - Calendário nacional indiano - Cáli Iuga | 2089 – 2090 1955 – 1956 5134 – 5135  |
| Calendário Holoceno                                                          | 12034                                |
| Calendário islâmico                                                          | 1456 – 1457                          |
| Calendário judaico                                                           | 5794 – 5795                          |
| Calendário persa                                                             | 1412 – 1413 Início a 21 de março     |
| Calendário rúnico                                                            | 2284                                 |
| Calendário solar tailandês                                                   | 2577                                 |

2034 (MMXXXIV, na numeração romana) será um ano comum do século XXI que começará num domingo, segundo o calendário gregoriano. A sua letra dominical será A. A terça-feira de Carnaval ocorrerá a 21 de fevereiro e o domingo de Páscoa a 9 de abril. Segundo o horóscopo chinês, será o ano do Tigre, começando a 19 de fevereiro.

| Evento                                                   | Data            | Hora  |
| -------------------------------------------------------- | --------------- | ----- |
| Aquário                                                  | 20 de janeiro   | 00:27 |
| Peixes                                                   | 18 de fevereiro | 14:30 |
| primavera no hemisfério norte e outono no hemisfério sul |                 |       |
| Carneiro/equinócio                                       | 20 de março     | 13:18 |
| Touro                                                    | 20 de abril     | 00:04 |
| Gémeos                                                   | 20 de maio      | 22:57 |
| verão no hemisfério norte e inverno no hemisfério Sul    |                 |       |
| Caranguejo/solstício                                     | 21 de junho     | 06:44 |
| Leão                                                     | 22 de julho     | 17:36 |
| Virgem                                                   | 23 de agosto    | 00:48 |
| Outono no Hemisfério Norte e Primavera no Hemisfério Sul |                 |       |
| Balança/equinócio                                        | 22 de setembro  | 22:40 |
| Escorpião                                                | 23 de outubro   | 08:17 |
| Sagitário                                                | 22 de novembro  | 06:05 |
| inverno no hemisfério norte e verão no hemisfério sul    |                 |       |
| Capricórnio/solstício                                    | 21 de dezembro  | 19:34 |

| UTC: Portugal Continental, Madeira, Guiné-Bissau e São Tomé e Príncipe Subtrair (-): 1 h nos Açores e Cabo Verde 2 h nas Ilhas oceânicas brasileiras 3 h em Brasília, em Goiás, na Amazônia Oriental Brasileira e no nordeste, sudeste e sul brasileiros 4 h na Amazônia Ocidental Brasileira, Mato Grosso e Mato Grosso do Sul 5 h no Acre e sudoeste do Amazonas Adicionar (+): 1 h em Angola e Guiné Equatorial 2 h em Moçambique 8 h em Macau 9 h em Timor-Leste. |
| Adicionar uma hora durante a vigência do horário de verão: Portugal Continental : De 26 de março a 29 de outubro de 2034 |

| Ano completo                    |
| ------------------------------- |
| Ano comum com início ao domingo |

## Eventos esperados e previstos
- Ano do Tigre de Madeira, segundo o Horóscopo chinês.

### Março
- 20 de março - Eclipse solar total.[1][2]

### Abril
- 03 de abril - Eclipse lunar penumbral.[3][4]

### Setembro
- 12 de setembro - Eclipse solar anular.[2]

- 28 de setembro - Eclipse lunar parcial.[4]

### Novembro
- 25 de novembro - Superlua[5][6]

### Datas desconhecidas
- A Suíça vai eliminar a última de suas usinas nucleares.[7]

- Realização da Copa do Mundo FIFA de 2034.

- A Agência Espacial Europeia pode lançar a Antena Espacial de Interferômetro a Laser.[8]

- Realização dos Jogos Olímpicos de Inverno de 2034.

- A previdência social nos Estados Unidos pode chegar à insolvência.[9][10]

## Na ficção

### Nos Livros
- O romance Metro 2034 é ambientado em 2034.

### Na Televisão
- O anime japonês Copihan é ambientado no episódio de South Park, Trapper Keeper, sobre o cara que veio do ano 2034 e que tinha o caçador que Eric Cartman possuía, apagando, assim, a raça humana.

### Nos Video games
- Metro: Last Light é ambientado em 2034.

- O final de The Last of Us é ambientado em 2034.

- Armed Assault 3 (ARMA 3) é ambientado em 2034.

- Dying Light é ambientado no ano 2034.

## Epacta e Idade da Lua
| Epacta gregoriana | 10 (X)  |
| Idade da Lua      | Letra i |